# William A. Palmer
William A. Palmer (Hebron, 1781. szeptember 12. – Danville, 1860. december 3.) az Amerikai Egyesült Államok Vermont államának szenátora.